# Chrysonotomyia laeviscuta
Chrysonotomyia laeviscuta är en stekelart som beskrevs av Christer Hansson 2004. Chrysonotomyia laeviscuta ingår i släktet Chrysonotomyia och familjen finglanssteklar.
Artens utbredningsområde är:
- Colombia.
- Costa Rica.
- Venezuela.

Inga underarter finns listade i Catalogue of Life.